# Друга битва за Бенгазі
Друга битва за Бенгазі — одна із битв під час громадянської війни в Лівії.

## Хронологія

### Наступ військ Каддафі
17 березня з'явилися повідомлення, що бої зав'язалися на околицях Бенгазі — оплоту повсталих. Перемоги армії Каддафі над повсталими були досягнуті за рахунок використання артилерії, танків і авіації. Однак, на увазі ескалації конфлікту, в ніч на 18 березня Рада Безпеки ООН прийняла Резолюцію 1973 від 17 березня (по Нью-Йоркського часу), яка дозволяла застосування сили в Лівії, виключаючи наземне втручання.
19 березня, згідно з повідомленнями телеканалу «Аль Джазіра», кореспонденти якого були присутні в Бенгазі, вранці (7:30 за місцевим часом) почався артилерійський обстріл міста. О 9 годині ранку почалася перша атака на місто, яка, як повідомляється, до середини дня (14:30 за місцевим часом) була відбита. Стало також відомо, що літак повсталих МіГ-23 був помилково збитий системою ППО на околиці міста (район Аль-Долар) Пілот, полковник Мухаммед Мубарак аль-Окайлі, як повідомляється, не вижив.

### Іноземне втручання
19 березня (16:00 за місцевим часом), французькі винищувачі увійшли в повітряний простір Лівії, зробивши повітряну розвідку з метою підготовки інтервенції. Потім, в 16:45, почалася Міжнародна військова операція в Лівії з знищення декількох одиниць бронетехніки військ Каддафі. Пізніше, Аль-Джазіра повідомила, що французька авіація знищила ще 4 танки сил Каддафі.
За повідомленнями Аль-Джазіри, під час боїв за Бенгазі, з міста почався потік біженців на схід, в інші підконтрольні повсталим міста. Аль-Джазіра повідомляла про атаки британських і американських крилатих ракет на аеродроми і інші військові об'єкти в Лівії, операція була названа «Odyssey Dawn» («Одіссея Світанок»). Потім, ВПС США зосередилися на наземних цілях..
20 березня, ВПС Франції, Великої Британії та США вранці завдали удару по танковій колоні (протягом двох годин). Агентство Reuters підтвердило, що французької авіацією було знищено як мінімум 7 танків і дві одиниці БМП. У цей же день адмірал флоту США Майкл Мюллен заявив, що міжнародна коаліція відбила «атаку режиму на Бенгазі».